# 広瀬 (小惑星)
広瀬（ひろせ、1612 Hirose）は、小惑星帯（メインベルト）にある小惑星である。
1950年1月23日にドイツの天文学者カール・ラインムートがハイデルベルクのケーニッヒシュトゥール天文台で発見した。
東京天文台長を務めた日本の天文学者広瀬秀雄に因んで命名された。